# Mont Marcy
El Mont Marcy, en anglès: Mount Marcy, és el punt més alt de l'Estat de Nova York, té una altitud de 1629 metres (5.343 peus). Es troba a Keene, Nova York al comtat Essex. Es troba a les Muntanyes Adirondack.
El Lake Tear of the Clouds, al pas de muntanya entre Mont Marcy i Mont Skylight, sovint se cita com el punt més alt dels naixements dels rius del sistema del riu Hudson,

## Història
Aquesta muntanya rep el nom del Governador de Nova York William L. Marcy. La primera ascensió registrada va ser la del 5 d'agost de 1837 feta per Ebenezer Emmons. Actualment al cim s'arriba per moltes pistes.
Theodore Roosevelt estava al seu campament de cacera de Tahawus, el 14 de setembre de 1901, després de pujar el Marcy, quan va ser informat que el President William McKinley havia estat assassinat i va haver de traslladar-se a la ciutat de Nova York a cuita-corrents.

## Fotografies

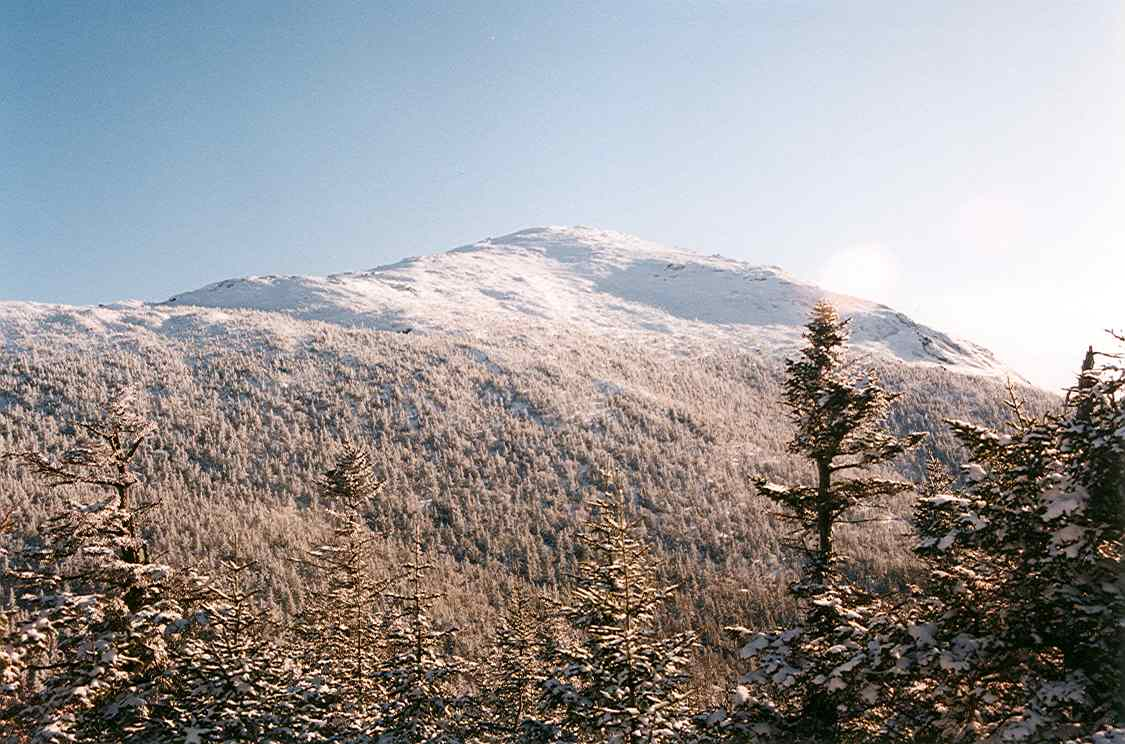
Mount Marcy vist des de Little Marcy
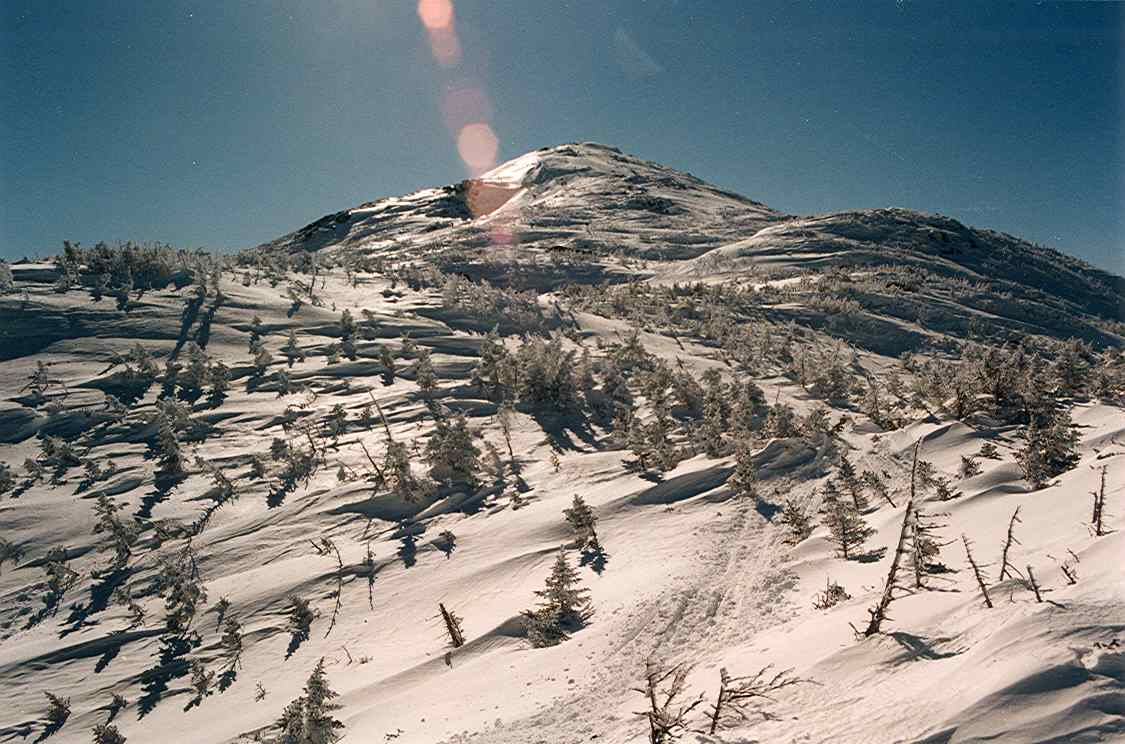
Cim de Mont Marcy
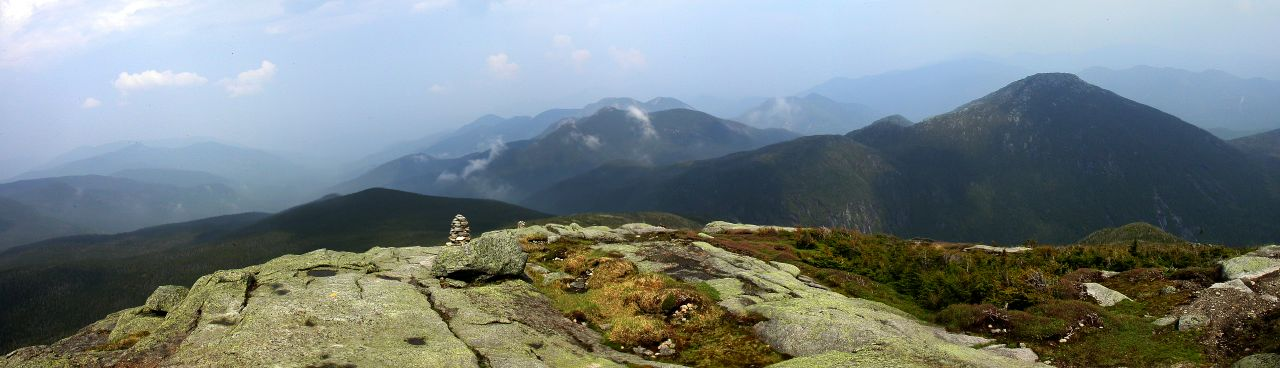
Panorama de Mont Marcy